# 皇后园站
皇后园站，位于中华人民共和国山西省太原市尖草坪区，是同蒲铁路上的火车站，建于1934年，由太原铁路局太原北站管辖。

## 車站周邊
- 太原不锈钢生态工业园

## 歷史
- 建于1934年。

## 外部連結
- 中国铁路客户服务中心 （页面存档备份，存于）